# استورمینستر نیوتون
longitudeاستورمینستر نیوتونlatitudeاستورمینستر نیوتون
استورمینستر نیوتون (به انگلیسی: Sturminster Newton) یک شهرک در بریتانیا است که در انگلستان واقع شده‌است.

## خصوصیات
استورمینستر نیوتون ۳٬۱۰۵ نفر جمعیت دارد.